# Slivo Pole
Slivo Pole (en búlgaro: Сливо поле) es una ciudad de Bulgaria en la provincia de Ruse.

## Geografía
Se encuentra a una altitud de 27 m s. n. m. a 335 km de la capital nacional, Sofía.

## Demografía
Según estimación 2012 contaba con una población de 3 412 habitantes.
|         | 2004  | 2005  | 2006  | 2007  | 2008  | 2009  | 2010  | 2011  |
| Mujeres | 1 626 | 1 617 | 1 600 | 1 593 | 1 589 | 1 597 | 1 605 | 1 500 |
| Varones | 1 638 | 1 627 | 1 626 | 1 610 | 1 602 | 1 572 | 1 574 | 1 484 |
| Total   | 3 264 | 3 244 | 3 226 | 3 203 | 3 191 | 3 169 | 3 179 | 2984  |